# 南恩州
南恩州，中国宋朝至元朝的州，明朝初年废。
原为恩州，北宋庆历八年（1048年），因河北路设立恩州，改恩州为南恩州。治所在阳江县（今广东省阳江市）。包括今广东省阳江市、阳春市和恩平市三市。属于广南东路。元朝至元十三年（1276年），改为南恩路。六年后，恢复南恩州，属于江西行省。明朝洪武元年（1368年）废除南恩州。